# Sala do Trono (Palácio de Buckingham)

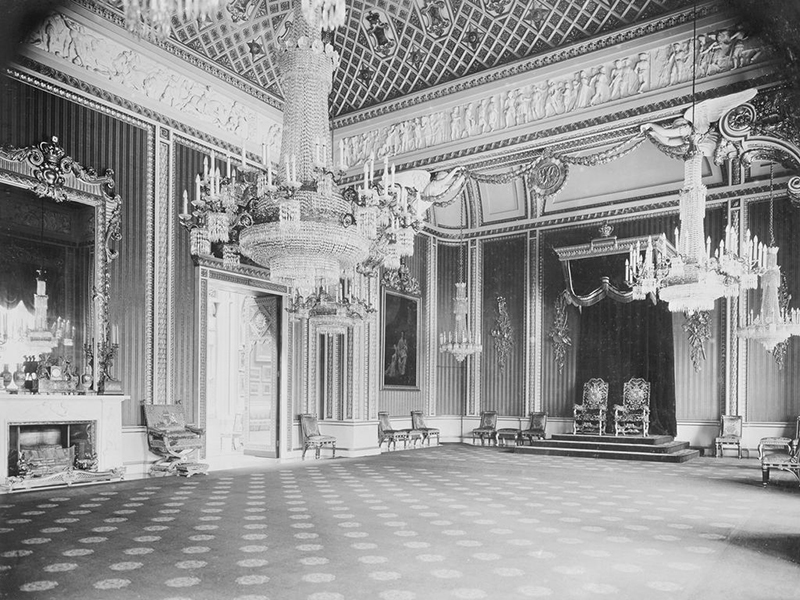
A sala do trono do Palácio de Buckingham no ano 1914.

A sala do trono do Palácio de Buckingham, residência do Monarca Britânico na capital de Londres, é usada para reuniões judiciais e como uma segunda sala de dança. Ele é dominado por um arco de proscênio apoiado por um par de figuras aladas de 'vitória' segurando guirlandas sobre os dois tronos, que são originais da coroação da rainha em 1953.
É na sala do trono que a rainha, em ocasiões especiais, recebe endereços fiéis. Outro uso da sala do trono foi para fotografias formais de casamento.
Além dos Tronos no quarto, na verdade chamados Sala do Trono, há também um par de Tronos no Salão de Buckingham Palace, que é um salão multiuso maior dentro do Palácio. O salão de festas também é usado para cerimônias de investidura no sistema de honras do Reino Unido.

## Cadeiras de Estados
Estas cadeiras de coroação são feitas em madeira de faia, esculpidas e douradas. Seu estilo é característico das cadeiras inglesas do final do século XVII. As costas altas, pergaminhos e características nos balaústres, pernas dianteiras e pilares imitam formas vistas em metalurgia e móveis de prata do período. O estofamento é de damasco de seda carmesim com franjas de franjas em branco e carmim. Seus braços estofados são apoiados por balaústres de madeira dourada e a maca, que une as duas patas dianteiras, é esculpida com pergaminhos e tem um cypher - "E" para Elizabeth II - no centro. Suas costas são bordadas com as cifras "EIIR" para a rainha Isabel II em uma cadeira, e "P", para o príncipe Filipe na outra cercada pelo símbolo da Ordem da Jarreteira.
A cadeira bordada com 'EIIR' foi usada pela rainha no início da coroação, até o ponto em que ela é coroada. Após a cerimônia de coroação, ela se senta na Cadeira do Trono, que está em exibição na Sala do Trono da Jarreteira, no Castelo de Windsor.
A cadeira da rainha foi feita em 1953 para a coroação, pela firma londrina White Allom and Company, fundada por Sir Charles Allom em 1902 e com escritórios na 29-30 Old Burlington Street em Mayfair. A empresa especializou-se em decoração de interiores histórica e em reproduções de móveis do século XVII e XVIII. A cadeira do duque de Edimburgo foi feita após a coroação.

## Trono de Vitória do Reino Unido
Cadeira de trono de madeira dourada esculpida, estofada em veludo carmesim e rendas; o trilho superior esculpido com uma coroa, cifra VR e emblemas nacionais; a moldura da cadeira elaboradamente decorada com folhas de carvalho, pergaminhos de acanto e louro aveludado.
Esta imponente Cadeira do Trono do Estado foi feita em 1837 para a Rainha Vitória para a Sala do Trono no Palácio de Buckingham. É estofado em veludo carmesim. O quadro é dourado com um padrão delicado e elaborado de folhas de acanto e carvalho. A justaposição do veludo vermelho carmesim contra o quadro sumptuosamente dourado cria um contraste deslumbrante. A parte de trás grande e quase quadrada é esculpida com os emblemas reais: a rosa, o trevo e o cardo. Estes são encimados no topo com a Coroa Real.
A cadeira foi feita pelo fabricante inglês Dowbiggin, com sede em 9 Mount Street, em Mayfair e, juntamente com a sua plataforma e capota, custava 1187 libras. A Dowbiggin foi um fabricante de sucesso de mobiliário moderno de alta qualidade. Eles cessaram de operar em 1895 e seus negócios foram assumidos pela empresa de sucesso Holland and Sons, também fabricantes de móveis antigos de alta qualidade.

## Sua Majestade, Rainha Elizabeth II com willow, vulcan, doces e azevinho
Retrato de corpo inteiro de SM A rainha, virada para a metade para a esquerda com a cabeça ligeiramente virada para o espectador. Ela usa a gola e as vestes da Ordem da Jarreteira sobre um vestido branco e uma faixa carmim sobre o ombro esquerdo; a mão direita repousando sobre uma mesa de consola de tampo de mármore por baixo de uma pintura e a mão esquerda segurando a extremidade do manto. Quatro cães estão nos pés da Rainha, três à esquerda e um atrás dela à direita.

## Relógio Horatii
Na lareira há um relógio francês do século XVIII encimado por excelentes exemplos do trabalho do bronzier. As figuras são de bronze dourado e sua pose é tirada de uma pintura francesa de David, agora no Louvre, que mostra três irmãos Horatii recebendo espadas de seu pai e jurando lealdade a Roma antes de lutar contra três irmãos de outra família por causa do governo do rei. região de Alba, na Itália. Tal como acontece com muitas das obras de arte francesas na Royal Collection, esta foi adquirida por Jorge IV quando Príncipe de Gales.

## Frisos
O friso de gesso que percorre o topo da sala representa episódios da Guerra das Rosas, a série de guerras durante o século XV, em que as Casas de Lancaster e York lutaram pelo trono inglês. Está dividido em diferentes cenas: sobre o arco do proscênio está a Batalha de Tewkesbury; oposta às janelas está a Batalha de Bosworth Field; e finalmente sobre as janelas, o casamento de Henrique VII e Elizabeth de York, que unificou as duas casas. Junto com emblemas heráldicos nacionais, esta decoração expressa o papel da monarquia em facções unificadoras e permitindo que a paz floresça.